# Battaglia di Calatafimi
La battaglia di Calatafimi fu la prima battaglia avvenuta nel corso della spedizione dei Mille.
Venne combattuta il 15 maggio 1860 in una località che nella pubblicistica dell'epoca risulta con il nome di Pianto dei Romani, a poca distanza dall'abitato di Calatafimi tra i Garibaldini, affiancati da volontari siciliani, e circa 3000 militari dell'esercito delle Due Sicilie inquadrati nella colonna mobile del generale Francesco Landi.

## Storia

### Lo sbarco a Marsala e l'avanzata garibaldina
Dopo lo sbarco a Marsala dell'11 maggio, le truppe garibaldine si spinsero verso l'interno, venendo rinforzate complessivamente da un migliaio di volontari siciliani alla Masseria Rampagallo il 12 maggio e a Salemi il 13 e 14 maggio.
I volontari siciliani erano in gran parte giovani e venivano soprannominati picciotti; insieme agli uomini delle squadre organizzate da possidenti locali, che erano campagnoli robusti vestiti con pelli di pecora e a giovani di famiglia più agiata, formavano un insieme pittoresco senza esperienza militare e senza disciplina, armati di fucili ad acciarino e tromboni. Tuttavia il fatto che insorgessero produsse un grande effetto morale sui soldati regi, in particolare sui loro comandanti, memori degli avvenimenti del 1848.
L'organizzazione iniziale dei Cacciatori delle Alpi stabilita a Talamone il 7 maggio dall'ordine del giorno n. 1 della spedizione, e articolata su sette compagnie (in realtà otto) di Cacciatori più il gruppo autonomo dei trentasei Carabinieri genovesi venne sostanzialmente modificata con la creazione una nuova compagnia, o di due secondo alcuni autori, e la suddivisione delle truppe su due battaglioni, agli ordini rispettivamente di Nino Bixio e del siciliano Giacinto Carini. Da parte borbonica il Luogotenente del Re per la Sicilia, tenente generale Paolo Ruffo, principe di Castelcicala e anziano eroe di Waterloo, richiese urgentemente come rinforzi tre battaglioni di Cacciatori da sbarcare a Marsala, per intrappolare i "filibustieri" garibaldini e gli insorti siciliani tra due fuochi in collaborazione con la colonna mobile del generale Francesco Landi, già presente nella zona di Alcamo con compiti antisbarco e antirivolta.
Tuttavia i rinforzi richiesti (che furono in realtà le 16 compagnie d'élite dei Reggimenti 1º "Re", 3º "Principe", 5º "Borbone" e 7º "Napoli") partirono in ritardo da Gaeta, e invece di sbarcare a Marsala il 13 maggio giunsero direttamente a Palermo solo il giorno 14, vanificando la manovra di accerchiamento. Visto il ritardo, il principe di Castelcicala aveva comunque a quel punto già predisposto il movimento dell'8º Battaglione Cacciatori – di guarnigione a Trapani – per raggiungere la brigata Landi nella zona di Calatafimi, una posizione strategicamente rilevante per il controllo della limitata rete viaria della Sicilia occidentale, all'incrocio delle due sole strade carrozzabili della zona, ossia la strada militare Trapani-Palermo e la strada proveniente da Marsala e Salemi. Già il 13 le Guide di Garibaldi avevano individuato le posizioni dei borbonici i quali, se pur sapevano a loro volta della presenza di insorti e invasori nella zona di Salemi, non ne conoscevano la effettiva forza o le intenzioni.
Dopo due giorni di sosta a Salemi, dove Garibaldi si proclamò dittatore della Sicilia, all'alba del 15 maggio il Generale ordinò alle sue truppe di muovere verso il paese di Vita, sulla strada per Calatafimi.

### Le forze in campo

#### Garibaldini
Le truppe agli ordini di Garibaldi erano composte in parte da veterani dei Cacciatori delle Alpi della seconda guerra d'indipendenza, con recente esperienza di combattimento, ma anche numerosi giovani rivoluzionari e studenti, solo sommariamente addestrati all'uso delle armi durante la navigazione e nei giorni immediatamente successivi allo sbarco. L'armamento individuale era costituito da vecchi moschetti ad avancarica tipo Brown Bess riconvertiti con rigatura della canna e accensione a luminello, molto deteriorati e di funzionamento incerto. Scarsissima era la disponibilità di munizioni da fucile: nonostante gli sforzi del Direttore d'Artiglieria della spedizione Orsini, che aveva perfino attrezzato un improvvisato laboratorio di confezionamento munizioni sul piroscafo Piemonte durante la navigazione, i Cacciatori delle Alpi disponevano di 10 o 15 cartucce a testa alla vigilia della battaglia. Facevano eccezione i pochi Carabinieri genovesi, dotati delle loro eccellenti carabine di precisione di fabbricazione svizzera (con le quali si erano lungamente allenati a Genova) e con sufficienti munizioni. Le artiglierie, provenienti dal Forte Orbetello e dalla fortezza di Talamone e cedute dal comandante della guarnigione di Orbetello maggiore Giorgini, unitamente ad un certo quantitativo di munizioni e di fucili, erano raffazzonate e – con l'eccezione di un cannone da 4 libbre – prive di affusti campali, ma erano per lo meno dotate di munizionamento sufficiente.
L'organizzazione interna e le tattiche di impiego delle compagnie Cacciatori avrebbero dovuto seguire il modello dell'esercito piemontese, come in qualche modo ambiguamente indicato dallo stesso Garibaldi nell'ordine del giorno del 7 maggio: «L'organizzazione è la stessa dell'Esercito Italiano, a cui apparteniamo». Tuttavia la modesta qualità dei fucili, la penuria di munizioni e l'approssimativo addestramento di parte dei volontari (bilanciato però dal loro grande entusiasmo e spirito combattivo) fecero sì che le procedure di impiego prescritte dallo stesso Garibaldi fossero invece decisamente orientate sull'assalto alla baionetta, come indicato nell'ordine del giorno n. 5 del 10 maggio: «Bisogna esser ben parchi di tiri e ricorrere, se si debba pugnare, allo spediente più spiccio della baionetta». Un vantaggio importante era nella qualità di larga parte degli ufficiali che, a partire dallo stesso Garibaldi, avevano quasi tutti esperienza di combattimento al comando di volontari contro truppe regolari.
Esisteva tuttavia un rovescio della medaglia, ossia la difficoltà di controllare gli indisciplinati volontari in combattimento e la presenza di forti contrasti di personalità tra alcuni comandanti, esacerbata dai modi bruschi del Capo di stato maggiore Sirtori e dal temperamento iroso e violento di Bixio, che solo l'innegabile carisma personale di Garibaldi riusciva a mantenere sotto controllo.
I volontari siciliani erano un misto di guardie armate al servizio dei maggiorenti locali che avevano aderito alla rivolta antiborbonica (tra cui Stefano Triolo barone di Sant'Anna, Michele Martino Fardella barone di Mokarta, Salvatore Li Destri barone di Rainò) e di semplici contadini guidati dai capi-popolo locali, e in ambedue i casi erano praticamente privi di una qualsiasi esperienza e inquadramento di tipo militare e solo sommariamente armati con vecchie armi da fuoco quando non armati di soli bastoni o utensili agricoli.
Garibaldi in questa fase non fece distribuire armi ai volontari siciliani, sia per la esiguità della disponibilità di fucili, sia per la pessima impressione ricavata dai 14 volontari liberati dalle carceri di Marsala, che disertarono tutti la prima notte portando con sé i fucili appena ricevuti. La maggior parte dei volontari siciliani non raggiunse il campo di battaglia all'inizio del combattimento e si limitò ad osservare gli eventi dalle colline circostanti, con l'eccezione di circa 150 uomini che parteciparono al combattimento con tiro di fucileria dalla distanza, schierati in ordine aperto alla destra della linea di battaglia dei garibaldini. Questo scarso impegno provocò risentimento tra molti Cacciatori delle Alpi, ma era probabilmente inevitabile e lo stesso Garibaldi lodò comunque il coraggio «dei pochi siciliani che ci accompagnarono».
Le truppe erano così inquadrate:
Cacciatori delle Alpi
1089 uomini circa al comando di Giuseppe Garibaldi.
Il numero esatto non è conosciuto, in quanto alcuni malati erano rimasti a Marsala
I vari reparti erano così costituiti:
- Guide[38] (Giuseppe Missori). Era un reparto formato da solo 23 unità con compiti di portaordini ed esploratori. L'unità avrebbe dovuto essere a cavallo, ma al momento della battaglia di Calatafimi era ancora per la maggior parte appiedata;
- Carabinieri genovesi (Antonio Mosto), formata da 36 volontari provenienti dalla Società di Tiro Nazionale di Genova;
- Compagnia marinai cannonieri (Salvatore Castiglia), formata, con una certa riluttanza iniziale, dai marinai del Piemonte e del Lombardo, dopo lo sbarco a Marsala;[39]
- Artiglieria (Vincenzo Giordano Orsini). Costituita da una colubrina da 6 libbre su affusto navale modificato con ruote da carrozza ed un cannone da 4 libbre, altri due cannoni da 6 libbre che, inizialmente privi di affusto, ne furono dotati in un improvvisato arsenale di artiglieria istituito a Salemi sotto la direzione del maggiore Achille Campo e di Giuseppe Orlando (ma non è chiaro se fossero già pronti alla data della battaglia);
- 1º Battaglione (Gerolamo "Nino" Bixio) all'ala sinistra dello schieramento di battaglia.
  - 1ª Compagnia (inizialmente al comando di Nino Bixio, che la cedette al suo luogotenente Giuseppe Dezza quando assunse il comando del 1º battaglione);
  - 2ª Compagnia (inizialmente al comando di Vincenzo Giordano Orsini, che fu quasi subito trasferito al comando dell'artiglieria della spedizione, successivamente di Antonio Forni)
  - 3ª Compagnia (Francesco Sprovieri)[40]
  - 4ª Compagnia (Mario Palizzolo)[41]
- 2º Battaglione (Giacinto Carini), ala destra della linea di battaglia
  - 5ª Compagnia (Francesco Anfossi)[42]
  - 6ª Compagnia (Alessandro Ciaccio)[43]
  - 7ª Compagnia «degli studenti» (Benedetto Angelo Francesco Cairoli), formata in larga parte da studenti dell'Università di Pavia;[44]
  - 8ª Compagnia (Angelo Bassini), formata in larga parte da volontari bergamaschi.[45]

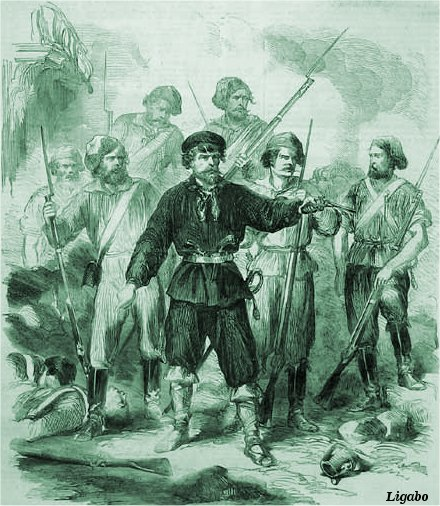
Giuseppe La Masa e i suoi Picciotti siciliani

#### Volontari siciliani
Erano stimati complessivamente tra i 1000 ed i 1500 uomini, tra i quali:
- Volontari di Alcamo: circa 50 armati (Barone Stefano Triolo di Sant'Anna).
- Volontari di Monte San Giuliano: il gruppo più numeroso, circa 500/700 armati (Rocco La Russa e Giuseppe Coppola).[46]
- Volontari di Castelvetrano (fra' Giovanni Pantaleo).
- Altri volontari di numero imprecisato, non inquadrati in gruppi organizzati.

#### Real Esercito delle Due Sicilie
L'armamento individuale della fanteria borbonica era qualitativamente migliore di quello dei garibaldini ma sostanzialmente analogo come tipologia e datazione, essendo anch'esso costituito dai moschetti ad avancarica cosiddetti "di antico Modello" da 40 e 38 pollici derivati dal modello 1777 francese, riconvertiti con rigatura della canna e accensione a luminello. Solo i Cacciatori a cavallo disponevano dei nuovi fucili da 38 pollici, derivati  dal mod.1842 francese, e i Cacciatori a piedi dei nuovi e precisi fucili mod.1850 belgi, comunemente chiamati "carabine da 32" pollici. Le artiglierie borboniche erano invece nettamente superiori a quelle garibaldine, ma la ridottissima disponibilità (quattro pezzi da montagna, di cui solo due entrarono in combattimento) vanificò sostanzialmente questo vantaggio.
Il livello di addestramento alle manovre era considerato buono, come anche buono dimostrò di essere il morale nel corso della battaglia, ma mancava sia per la truppa sia per la maggioranza degli ufficiali qualsiasi effettiva esperienza di combattimento se non operazioni di polizia per disperdere bande male organizzate e poco combattive di insorti. L'organizzazione dei reparti e le tattiche di impiego erano sostanzialmente quelle del periodo napoleonico ma con un'attenzione particolarmente rilevante alle truppe leggere adatte a operare in formazioni aperte su terreni accidentati, come era ragionevole aspettarsi da un esercito con compiti prevalentemente di sicurezza interna su un territorio largamente impervio e scarso di strade come quello del Regno delle due Sicilie.
Le truppe erano così inquadrate:
Colonna mobile
Comunemente indicata come «Brigata Landi»
Brigadiere generale Francesco Landi
- II Battaglione/10º Reggimento Fanteria di Linea «Abruzzo» (tenente colonnello Giuseppe Pini)
- II Battaglione/Reggimento Carabinieri a piedi – Organico teorico di circa 1000 uomini su 6 compagnie (tenente colonnello Francesco De Cosiron)
- VIII Battaglione Cacciatori a piedi, aggregato di rinforzo il 13 maggio – Organico teorico di circa 1300 uomini su 8 compagnie (maggiore Michele Sforza)
- Mezza batteria di artiglieria (quattro obici da montagna someggiati da 6 libbre)
- Uno squadrone del Reggimento Cacciatori a Cavallo
- 21ª Compagnia distrettuale di Compagni d'Armi ("birri di campagna")

Da parte borbonica partecipò allo scontro la sola Colonna Sforza, di circa 600 uomini, così costituita:
- due compagnie, VIII Battaglione Cacciatori a piedi (direttamente agli ordini del maggiore Michele Sforza)
- 2ª compagnia, II Battaglione Carabinieri (capitano Marciano)
- Compagnia Cacciatori, II Battaglione/10º Reggimento Fanteria di Linea «Abruzzo» (capitano Gaetano de Blasi)
- Una sezione di artiglieria (2 pezzi)
- Un plotone Cacciatori a cavallo (24 sciabole)

### Manovre preliminari
Dopo i due giorni di sosta a Salemi per radunare i volontari siciliani e riorganizzare la spedizione, Garibaldi si trovò ad affrontare una difficile scelta. Contrariamente alle attese, l'insurrezione in Sicilia non era ancora generalizzata e le milizie radunate da Rosolino Pilo erano già state pressoché interamente disperse dalle truppe borboniche. La scelta a quel punto era tra il muovere verso l'interno dell'isola lungo le strade secondarie che partivano da Salemi in direzione est verso Santa Ninfa e Corleone per cominciare una campagna di guerriglia oppure muovere direttamente a nord sulla strada Salemi-Vita-Calatafimi e impegnare le forze borboniche là dislocate, con l'obiettivo di sbloccare la strada per Palermo. La scelta ricadde su questa opzione più aggressiva, e all'alba del 15 maggio i Cacciatori delle Alpi si misero in movimento da Salemi verso Vita, che fu raggiunta verso le ore 10. Alcuni contadini informarono Garibaldi che un contingente borbonico aveva raggiunto Calatafimi. La truppa sostò, mentre Garibaldi e il suo Stato maggiore si spingevano oltre per riconoscere le posizioni borboniche, per riprendere la marcia verso le 12.  Raggiunto il ciglio della vallata dove si sarebbe svolta la battaglia i due schieramenti furono rapidamente in vista uno dell'altro.

### Campo di Battaglia
La battaglia ebbe luogo in una vallata che si apriva circa un chilometro a nord del villaggio di Vita, nella quale discendeva la strada Marsala-Salemi-Calatafimi. A est della strada si ergeva un modesto rilievo pietroso, il Monte Pietralunga, maggiormente scosceso in direzione della valle sottostante. Di rimpetto, sempre a oriente della strada e a meno di due chilometri di distanza a nord, si trovava il declivio opposto, coperto da bassa vegetazione di grano, viti e canapa e chiamato dai memorialisti dell'epoca "Pianto dei Romani", ripido e attraversato da numerosi bassi terrazzamenti in muratura dell'altezza di circa un metro, sui cui margini crescevano cespugli di aloe e filari di fichi d'India.

Alla sommità del Pianto dei Romani si trovava un piccolo altopiano, che digradava in un'altra vallata per risalire poi fino alla cittadina di Calatafimi, distante circa tre chilometri in direzione nord ovest. L'incrocio tra la strada Salemi-Calatafimi e la strada militare Trapani-Calatafimi-Palermo (attuale Strada Statale 113) si trovava circa un chilometro a nord della cima di Pianto dei Romani. La valle tra il Monte Pietralunga e Pianto dei Romani era verdeggiante, coperta di pianticelle di fave, con sparsi alberi da frutta e vigneti, alcune casupole in muratura, e alcuni bassi muretti a secco a suddividere le proprietà. Alla base della valle scorreva un modesto torrente confluente del fiume Freddo, che attraversava prima una zona di terreno roccioso e poi un piccolo boschetto. Tutt'attorno alla vallata si trovavano altre basse alture, prevalentemente coltivate a grano. Nonostante la stagione primaverile, il giorno della battaglia il clima era caldissimo, così come era stato fin dal giorno dello sbarco a Marsala.

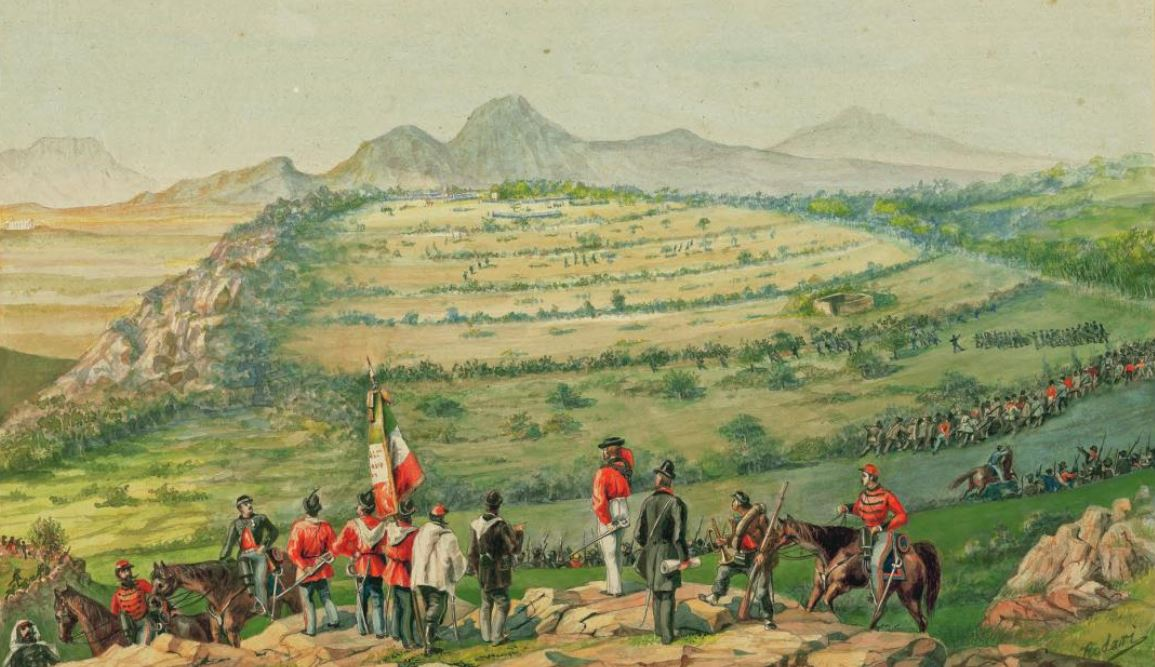
Il campo di battaglia poco prima dello scontro in un acquarello di Giuseppe Nodari, testimone diretto (era uno dei Mille)

### Schieramenti
Il 2º Battaglione si schierò a est della strada sul Monte Pietralunga, con la 8ª e la 7ª compagnia in prima linea a mezza costa e la 5ª e 6ª compagnia di rincalzo sulla cima. Davanti a tutti, verso fondo valle, la compagnia dei Carabinieri Genovesi, schierata in ordine aperto.
Il 1º Battaglione rimase invece di riserva nei pressi della strada, alla sinistra del 2º Battaglione e scaglionato in profondità, con nell'ordine la 4ª, 3ª e 2ª compagnia davanti e la 1ª compagnia in posizione più arretrata. Entrò in azione solo nella fasi finali della battaglia.
L'artiglieria supportata dalla compagnia Marinai Cannonieri rimase sulla strada, protetta da una barricata improvvisata, in quanto gli affusti, piuttosto improvvisati, non consentivano il traino fuori strada.
Parte delle "squadriglie" di volontari siciliani furono inviate sulle alture a ovest della linea di battaglia con l'ordine di "fare da vedetta" e minacciare il fianco delle forze borboniche mentre il grosso fu posizionate direttamente ai due lati della linea di battaglia.
Schierate quindi le proprie truppe su un terreno favorevole alla difesa ed essendosi garantito un'ampia riserva in caso di emergenza, Garibaldi attese le mosse dei borbonici, dando l'ordine ai Cacciatori delle Alpi di rimanere quanto più possibile celati alla vista del nemico, ribadendo a più riprese di non aprire il fuoco se non dietro suo preciso ordine. Dal canto loro i borbonici rimanevano ancora incerti sul da farsi, non aiutati dalla scarsa iniziativa ed energia dimostrata dal settuagenario Landi.
Avvisato la mattina del 15 maggio che i "garibaldesi" avevano lasciato Salemi e dirigevano su Vita e Calatafimi, al Landi si aprivano tre possibilità: ritirarsi, in considerazione dell'incerto controllo sulle proprie linee di comunicazione con Palermo e la sempre presente possibilità del riaccendersi di una rivolta generalizzata che lo avrebbe tagliato fuori dalla sua base, oppure muovere verso il nemico per disperderlo, oppure attestarsi a Calatafimi e offrire battaglia con la propria Brigata. Scelse invece di disperdere le proprie truppe in cinque distaccamenti. I "Birri di campagna", accompagnati da alcuni picchetti di cavalleria, si mossero verso Vita e furono i primi a entrare in contatto con le pattuglie dell'avanguardia garibaldina. Sei compagnie di fanteria e mezza batteria di artiglieria rimasero con il generale Landi a Calatafimi come riserva. Il resto delle truppe fu diviso in tre colonne e mandato a battere la zona circostante a Calatafimi con l'intento dichiarato da Landi di «imporsi moralmente sul nemico in vista del quale le mie truppe circolavano per la campagna».
Il migliaio di volontari siciliani aveva indietreggiato sulle alture ad est di Pietralunga e ad ovest della strada maestra, circa 800 rimasero su queste posizioni sparando in aria e gridando, mentre non più di 200 seguirono il Sant'Anna di Alcamo per posizionarsi sull'ala destra di Garibaldi.
La colonna del maggiore Sforza, giunta sulla cima del Pianto dei Romani, vide il movimento dei garibaldini sul Monte Pietralunga, senza riuscire però a riconoscerne con esattezza la natura. La maggioranza dei Cacciatori delle Alpi vestivano infatti abiti civili e come tali potevano essere presi per insorti, mentre le poche camicie rosse potevano facilmente essere scambiate per i camisacci indossati da galeotti evasi. Le disposizioni di Garibaldi ai Cacciatori delle Alpi di tenersi celati quanto più possibile alla vista resero anche impossibile ai borbonici di rendersi conto esattamente del numero degli avversari. Nonostante gli ordini ricevuti si limitassero a "circolare per la campagna", il maggiore Sforza, convinto di aver di fronte solo una banda di insorti, decise di disperderli e fece schierare la sua colonna su due linee. La prima linea, composta dalla due compagnie di Cacciatori, cominciò a scendere nella valle con parte delle truppe disposte "a catena" in ordine aperto seguite dal grosso in ordine chiuso. La seconda linea, composta dalla compagnia del 10º di Linea e da quella dei Carabinieri, rimase di riserva sulla vetta del Pianto dei Romani, ancorata a un lungo muro che divideva due poderi e appoggiata sulla propria sinistra dai due obici da montagna e a destra dalla cavalleria.

### Lo svolgimento

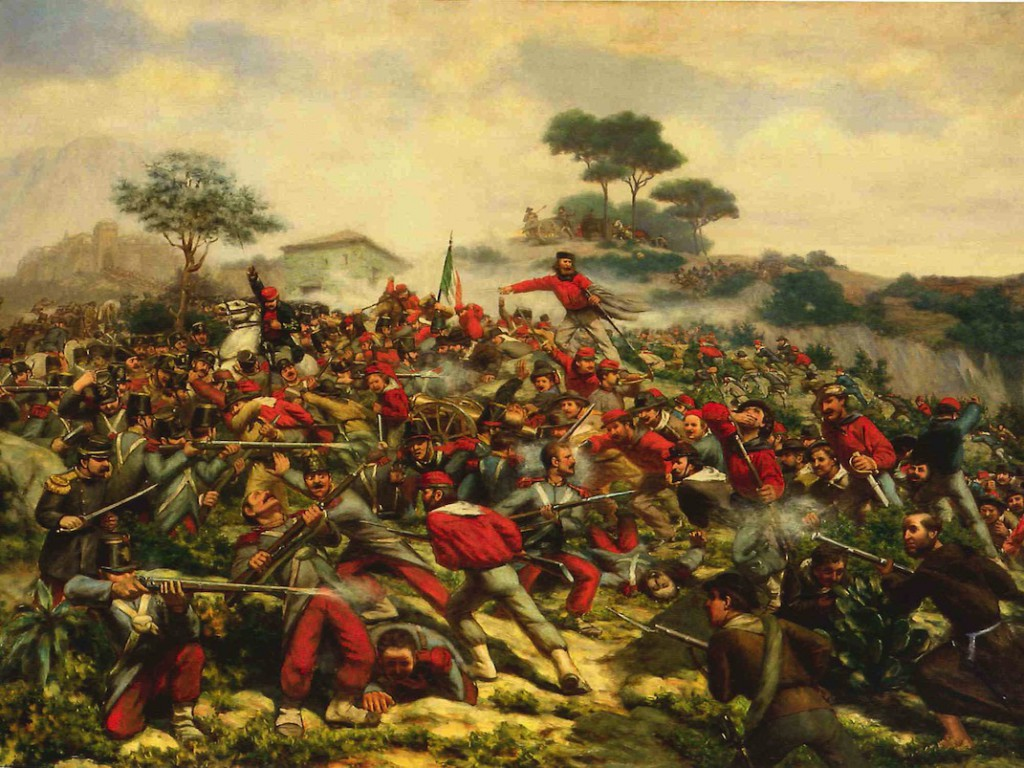
La battaglia di Calatafimi, uno degli episodi più decisivi della Spedizione dei Mille, combattuta il 15 maggio 1860, olio su tela di R. Legat.

Dopo un paio d'ore d'immobilismo i Cacciatori Napoletani, verso le 12, tentarono un attacco alla prima linea garibaldina, ma vennero fermati su posizioni intermedie, prima dalla precisione di tiro dei Carabinieri genovesi e poi da un disordinato contrattacco alla baionetta. Pur non riuscendo completamente nel loro intento, i Cacciatori erano ora attestati nelle vicinanze delle linee garibaldine che, avendo a malapena fermato l'attacco di un sesto delle forze nemiche schierate, probabilmente non avrebbero potuto resistere a un'azione più energica. Garibaldi che non aveva ordinato l'attacco, decise di assecondare i suoi uomini e ordinò la carica. I garibaldini ricacciarono il nemico dalla valle e obbligarono il nemico a ripiegare fino ai primo ciglione del rilievo di "Pianto Romano". In quel momento il Landi rinforzò le sue posizioni su tutto il pendio e la lotta divenne più aspra. Per la difficoltà di superare i gradini dell'altura sotto i colpi vicinissimi e intensi delle truppe borboniche che a un certo punto minacciavano di aggirarli ai lati, i Mille vennero a trovarsi in una situazione alquanto critica. Garibaldi stesso ne fu preoccupato e Nino Bixio parve per un momento esitante se convenisse o meno retrocedere. Ma Garibaldi era consapevole dell'importanza dell'esito dello scontro e dell'impossibilità di una ritirata, che, vista l'inesistenza di una posizione difensiva arretrata, si sarebbe trasformata in una fuga disastrosa. Probabilmente in tale frangente si colloca il celebre episodio in cui Garibaldi avrebbe bloccato l'iniziativa di Bixio, intimando il celebre «Nino, qui si fa l'Italia o si muore!». Vista la situazione e la capacità tattica del vecchio condottiero, appare inverosimile che egli abbia pronunciato una tale frase, probabilmente da attribuire alla retorica risorgimentale. In realtà, una frase simile venne pronunciata da Garibaldi nella stessa fase della battaglia, poco prima dell'ennesimo attacco alla baionetta.
Verso le 3 pomeridiane gli assalti, più volte ripetuti per conquistare e mantenere i successivi ripiani creato dai terrazzamenti agricoli, raggiunsero il massimo d'intensità, tanto che i soldati borbonici ricorsero anche al lancio di pietre dall'alto, una delle quali sembra abbia colpito di striscio lo stesso Garibaldi che aveva lanciato all'assalto le truppe rimaste in riserva. Un ultimo sforzo e l'avanguardia dei garibaldini raggiunse l'altura.  In quel punto, in modo inaspettato, suonò la ritirata per i borbonici che cominciarono ad indietreggiare, sotto gli sguardi increduli dei garibaldini. Un certo ruolo nella decisione di sganciarsi potrebbe averlo avuto la circostanze che si era ormai quasi vicini al tramonto. Inoltre solo verso la fine dello scontro i pochi pezzi di artiglieria di Orsini furono portati in linea e spararono qualche colpo e le squadre di volontari siciliani, sia pure disordinatamente, minacciavano sempre più i fianchi dello schieramento. Il giorno dopo Garibaldi scrisse a Bertani: «Il nemico combatté valorosamente e non cedette la sua posizione che dopo accanite mischie corpo a corpo».
Fu dunque uno scontro aspro e la vittoria si rivelerà decisiva per tutta la campagna,

#### Episodi celebrati dall'epica risorgimentale
Il primo assalto alla baionetta fu compiuto dai bergamaschi dell'8ª compagnia chiamati a raccolta con urla in dialetto da Francesco Nullo che non apparteneva alla compagnia stessa. Molte le vittime tra i giovanissimi garibaldini.
Nel momento più aspro degli assalti al colle si svolse uno degli episodi che ebbero maggior risonanza epica: i garibaldini volevano innalzare una delle loro bandiere, in particolare quella donata a Garibaldi dalle donne di Valparaiso durante la sua campagna in Uruguay. Intorno alla bandiera si accese un furioso scontro che vide cadere Schiaffino e ferito Menotti, figlio del Generale. La bandiera fu strappata di mano ai garibaldini e portata via dai nemici.
Durante la battaglia lo stesso Garibaldi rischiò la vita e in un'occasione venne salvato con un eroico gesto da Augusto Elia, figlio del suo amico fraterno, Antonio. L'Elia, vedendo un cacciatore borbonico prendere di mira il Generale, si lanciò per coprirlo, facendo scudo con il suo corpo; ricevette al volto il proiettile destinato a Garibaldi, che così si salvò. Caduto al suolo sanguinante, gravemente ferito al volto e alla bocca, Augusto Elia fu immediatamente soccorso dallo stesso Garibaldi, che lo rovesciò faccia a terra per evitare che il sangue lo soffocasse, e che gli disse: «Coraggio, mio Elia di queste ferite non si muore!»

#### La ritirata borbonica
All'ordine di ritirata del generale Landi, Garibaldi non seppe decidersi a ordinare il contrattacco. Temendo una trappola, si limitò a osservare le precipitose manovre di ripiego dei reparti nemici, ordinatamente coperte dai Cacciatori Napoletani contro i quali Garibaldi ordinò l'avanzata della 6ª Compagnia, guidata dal capitano Giacinto Carini. Ma ben presto il grosso della brigata borbonica era ormai lontana.
Infatti i borbonici che si erano ritirati dal campo di battaglia, si diressero subito verso Calatafimi poi, nonostante le perdite non avessero in alcun modo compromesso la loro sostanziale superiorità, rinunciarono completamente a schierarsi su una nuova posizione e ad ogni qualsiasi iniziativa; nella notte stessa presero la strada per Alcamo e i Mille entrarono all'alba in Calatafimi.
I timori di Landi erano basati sui segnali d'inquietudine mostrati dalla popolazione siciliana, storicamente ostile alla dominazione borbonica, le cui speranze erano state riaccese dalla missione informativa operata da Rose Montmasson e alimentate dal riuscito sbarco a Marsala. Landi aveva truppe ben equipaggiate, ma a corto di viveri e temeva di essere tagliato fuori dalla sicura Palermo a causa delle sollevazioni popolari che si stavano verificando dopo lo sbarco di Garibaldi, come avvenne l'indomani con l'eccidio di Partinico.
L'altra causa che fece decidere i borbonici per la ritirata fu la sorpresa nel veder sconfessate le informative diramate dalle autorità nei giorni precedenti che descrivevano i Mille come una banda male armata di malviventi e straccioni, in cerca di bottino. La previsione trovava conferma visiva nelle molte camicie rosse garibaldine, simili alle casacche indossate dai galeotti nelle carceri napoletane. Pur male armati e composti per una buona metà da studenti universitari senza istruzione militare, l'altra metà era formata da veterani della prima e seconda guerra d'indipendenza, esperti nella tattica di combattimento, che sapevano sfruttare i momenti propizi, senza farsi prendere dall'entusiasmo o dal panico. Grande fu lo sgomento dei Cacciatori Napoletani nel veder stroncato il loro attacco da un fuoco di fucileria non affrettato, seguito da un coraggioso e imprevedibile contrattacco alla baionetta. Un comportamento certo non assimilabile a quello delle bande di briganti con le quali erano soliti scontrarsi. Il coraggio e la disciplina dei Garibaldini destò ammirazione in molti militari borbonici e, insieme all'inettitudine dei loro comandanti, fu la principale causa delle numerose defezioni che decimarono l'Esercito delle due Sicilie e ingrossarono le file garibaldine di validi combattenti.

## Il presunto tradimento di Landi
Al ritorno a Napoli, il generale Landi fu sottoposto, insieme ad altri ufficiali, al giudizio di una commissione che prosciolse tutti gli accusati. Nonostante ciò, subito dopo essere stato giudicato innocente, egli si congedò dall'esercito. Nel 1861 si diffuse la notizia secondo la quale l'ex generale si sarebbe recato presso la filiale partenopea del Banco di Napoli per incassare una polizza di credito, dell'ammontare di 14000 ducati d'oro, come ricompensa ricevuta da Garibaldi per aver sposato la causa unitaria.
Raffaele de Cesare precisa che il Landi morì nel 1862 dopo alcuni giorni di malattia e non improvvisamente come invece dissero gli scrittori borbonici..
Sull'avvenimento uno dei figli del generale, a salvaguardia dell'onore paterno, riuscì a ottenere una lettera di smentita dallo stesso Garibaldi. Nel frattempo quattro dei cinque figli di Landi, tutti ex militari dell'esercito borbonico, erano già in servizio come ufficiali dell'esercito sabaudo; il quinto figlio, Francesco Saverio, appartenente alle guardie del corpo a cavallo dell'Esercito delle Due Sicilie morì giovanissimo sul Volturno.

### Osservazioni sul Landi
De Cesare scrisse che la ritirata di Calatafimi fu la prima débâcle di tante altre che seguirono e che, anche se garibaldini e regi conservarono le proprie posizioni, da un punto di vista morale la ritirata fu un disastro e aprì le porte alla sconfitta, che vide Palermo cadere nonostante fosse difesa da 20000 dei 25000 soldati regi presenti nell'isola. Inoltre il caso Landi aprì anche la strada alla lunga serie di generali bollati di tradimento sia in Sicilia che sul continente.
De Cesare spiega che da parte borbonica vennero commessi gravi errori e che nel regio esercito borbonico i generali erano divisi da rivalità e cercavano di evitare le responsabilità, sottolineando la mancanza di un comando unico ed efficiente e di un re all'altezza.
Occorreva un solo governo, e ve n'erano due: a Napoli e a Palermo; occorreva un sol uomo a comandare, ed erano in tanti, sospettosi e gelosi l'uno dell'altro; occorrevano generali pieni di fede e desiderosi di battersi, e un Re amato e temuto, mentre Francesco II non era né quello, né questo; e dei generali, ciascuno cercava ripararsi dalla procella come meglio poteva, schivando ogni responsabilità, perciò nessuno era veramente convinto che quello stato di cose valesse la pena di difenderlo, col sacrificio della propria vita, o della propria reputazione !»
(La fine di un Regno - vol. II, Raffaele De Cesare, pag. 211)
Da un punto di vista pratico si può osservare come, in caso di tradimento, non si è ingenui al punto di accettare una "carta" di pagamento palesemente falsificata, che oltretutto avrebbe creato difficoltà di incasso anonimo, mentre in questi casi ci si affida a pagamenti immediati di valori certi in oro o equivalente prezioso e che non lasciano tracce. Prima della partenza della Spedizione da Genova, in tutta fretta il Migliavacca cambiò i titoli cartacei bancari in marenghi d'oro, (vedere: Le finanze della Spedizione dei Mille), perché si rendevano conto che in Sicilia i locali osti, commercianti e contadini difficilmente avrebbero accettato pagamenti di beni mediante dei "pagherò", che potevano anche essere non garantiti o semplicemente falsi. È pertanto molto difficile credere che un generale istruito e di lunga esperienza di vita potesse cadere in un raggiro così semplice, inoltre ci si deve domandare se chi è disposto a vendersi per denaro, in caso di mancato pagamento sia disposto a combattere e morire per quello stesso re che era disposto a tradire per denaro.
Va anche tenuta presente la fama di Garibaldi come condottiero vincitore di tante battaglie, fama che certamente incuteva timore a generali anziani e con poca esperienza bellica, i quali optavano spesso per "ritirate strategiche", lasciando a qualcun altro l'onore e l'onere di sconfiggere l'Eroe dei Due Mondi.

Lo stato di disorientamento degli ufficiali borbonici era evidente anche in Calabria, dove pure erano stati commessi altri errori come affidare il comando al Vial, che, non avendo alcuna reputazione militare, aveva fatto carriera soprattutto per la protezione del padre. Il De Cesare riporta il seguente aneddoto:
Ma se l'Europa non lo vuole, perché dobbiamo farci ammazzare per lui ?.....»
(La fine di un Regno - vol. II, Raffaele De Cesare, pagg. 349-350)

## Le vittime

Ara monumentale eretta in ricordo della battaglia, denominato Pianto Romano

Il combattimento, durato poco più di quattro ore, terminò con un bilancio provvisorio di 32 morti, per entrambi gli schieramenti, tra cui 19 garibaldini. Delle 13 perdite borboniche, due furono causate dal franare di un cannone da campagna durante le operazioni di ritirata. Il pezzo venne recuperato dai vincitori, aumentando così l'artiglieria a disposizione dei Mille. I feriti garibaldini vennero trasportati nella chiesa e nelle case del piccolo paese di Vita che, in quel frangente, fungeva da base logistica. Tra questi lo scrittore Giuseppe Bandi e i capitani Simone Schiaffino e Francesco Montanari, entrambi amici personali di Garibaldi, che morirono qualche ora più tardi.
I feriti borbonici più gravi e non trasportabili furono lasciati dai commilitoni nella chiesa di Calatafimi e presi in cura dai medici garibaldini. Garibaldi stesso, dopo averli visitati ed essersi congratulato per il valore dimostrato, si fece garante della loro incolumità, oltre alla libertà, una volta guariti, di poter tornare alle loro case o combattere per l'uno o l'altro schieramento. Nonostante la sovrabbondanza di medici tra i Mille, il computo delle perdite era tragicamente destinato ad aumentare nelle ore successive, per la scarsa efficacia delle cure mediche del tempo. Il bilancio definitivo fu di 33 morti e 174 feriti tra i garibaldini e di 35 morti e 118 feriti tra i borbonici.
Secondo Gustavo Strafforello i regi avrebbero avuto 34 morti, 148 feriti e 6 prigionieri e i garibaldini 200 tra morti e feriti, tra i quali 9 carabinieri genovesi su 34, mentre Rustow parla di 140 perdite napoletane tra morti e feriti e di 70 circa quelle garibaldine, Marc Monnier calcola il numero dei garibaldini a 18 morti e 128 feriti.

## L'importanza storica
Nella storia militare la battaglia di Calatafimi rappresenta un combattimento d'incontro, poco più di una scaramuccia. Purtuttavia lo scontro ebbe enormi conseguenze sul piano strategico. L'arrivo della colonna di Landi, con militari stremati dalla fatica, fece una grande impressione sulla cittadinanza palermitana, che subito dopo l'arrivo dei garibaldini insorse.
Nel 1892, in memoria di quello scontro, venne inaugurato il Sacrario di Pianto Romano, progettato da Ernesto Basile, ove sono custodite le spoglie dei caduti e altri cimeli. La battaglia di Calatafimi è ricordata nella toponomastica di molte città italiane.